# Lepidodactylus paurolepis
Lepidodactylus paurolepis — вид геконоподібних ящірок родини геконових (Gekkonidae). Ендемік Палау.

## Поширення і екологія
Lepidodactylus paurolepis мешкають на островах Нгерукевід в штаті Корор. Вони живуть у вологих тропічних лісах, під корою великих дерев і в кронах панданів.

## Збереження
МСОП класифікує цей вид як вразливий. Lepidodactylus paurolepis загрожують руйнівні шторми, зміни клімату, що можуть привести до підтоплення острова, а також можлива поява на острові інвазивних геконів.